# Ivobiantes spinipalpis
Ivobiantes spinipalpis is een hooiwagen uit de familie Biantidae.